# Мозирська вулиця (Чернігів)
Мозирська вулиця — вулиця в Новозаводському районі міста Чернігова, в історичній місцевості (районі) Коти. Пролягає від вулиці Тичини до тупика, на південь від автозаводу.
Прилучаються вулиці Миколи Неборака, Володимира Дрозда.

## Історія
Назва на честь міста Мозир (Білорусь).

## Забудова
Парна та непарна сторони вулиці зайняті садибною забудовою. Кінець вулиці, після перетину з вулицею Миколи Неборака — кладовище колишнього села Коти, поле. Кінець вулиці без твердого покриття.
Установи: немає